# Raseiniai
Raseiniai is een stad in Litouwen en is hoofdstad van de gelijknamige gemeente Raseiniai. Raseiniai heeft 10.637 inwoners en ligt aan de oevers van de rivier de Dubysa.
De oudste schriftelijke vermelding van de plaats stamt uit het jaar 1253. In 1492 kreeg Raseinai stadsrechten.
In juni 1941 vond de Slag bij Raseiniai plaats. 